# قاعدة المجموع في التفاضل
قاعدة المجموع في التفاضل هي إحدى أكثر القواعد فائدة في عملية الاشتقاق. ومنها تنتج قاعدة المجموع في الاشتقاق. القاعدة بحد ذاتها تنتج مباشرة من المباديء البسيطة للاشتقاق.
تخبرنا قاعدة المجموع أنه من أجل دالتين رياضيتين u وv :
{\displaystyle {\frac {d}{dx}}(u+v)={\frac {du}{dx}}+{\frac {dv}{dx}}}
هذه القاعدة تطبق أيضا على جمع وطرح أكثر من تابعين اثنين:
{\displaystyle {\frac {d}{dx}}(u+v+w+\dots )={\frac {du}{dx}}+{\frac {dv}{dx}}+{\frac {dw}{dx}}+\dots }